# Glossadelphus spathulifolius
Glossadelphus spathulifolius là một loài Rêu trong họ Hypnaceae. Loài này được (Dixon) R.S. Chopra mô tả khoa học đầu tiên năm 1975.